# Ennert

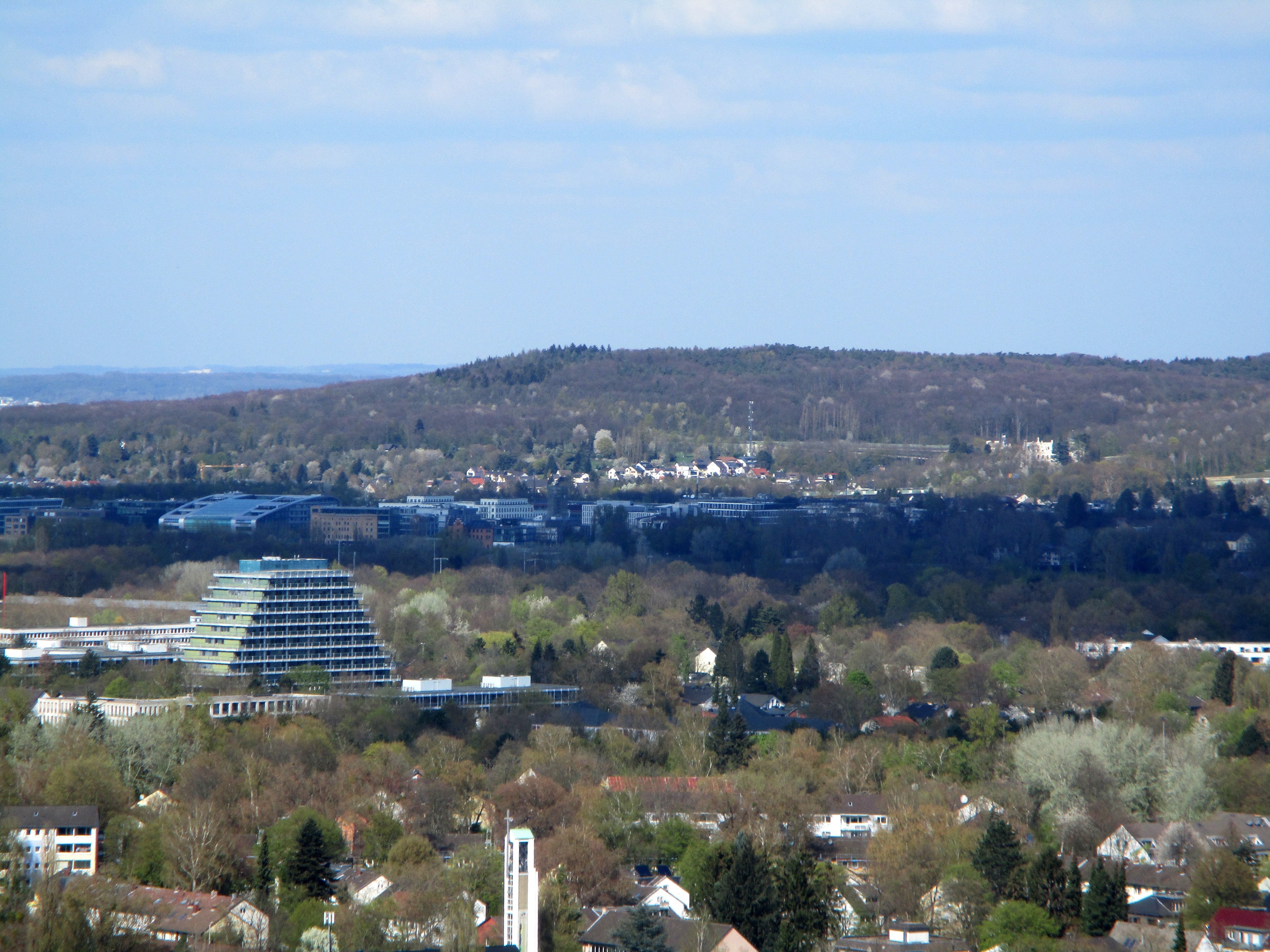
Blick von der Godesburg zum Nordteil und Nordabfall des Ennert

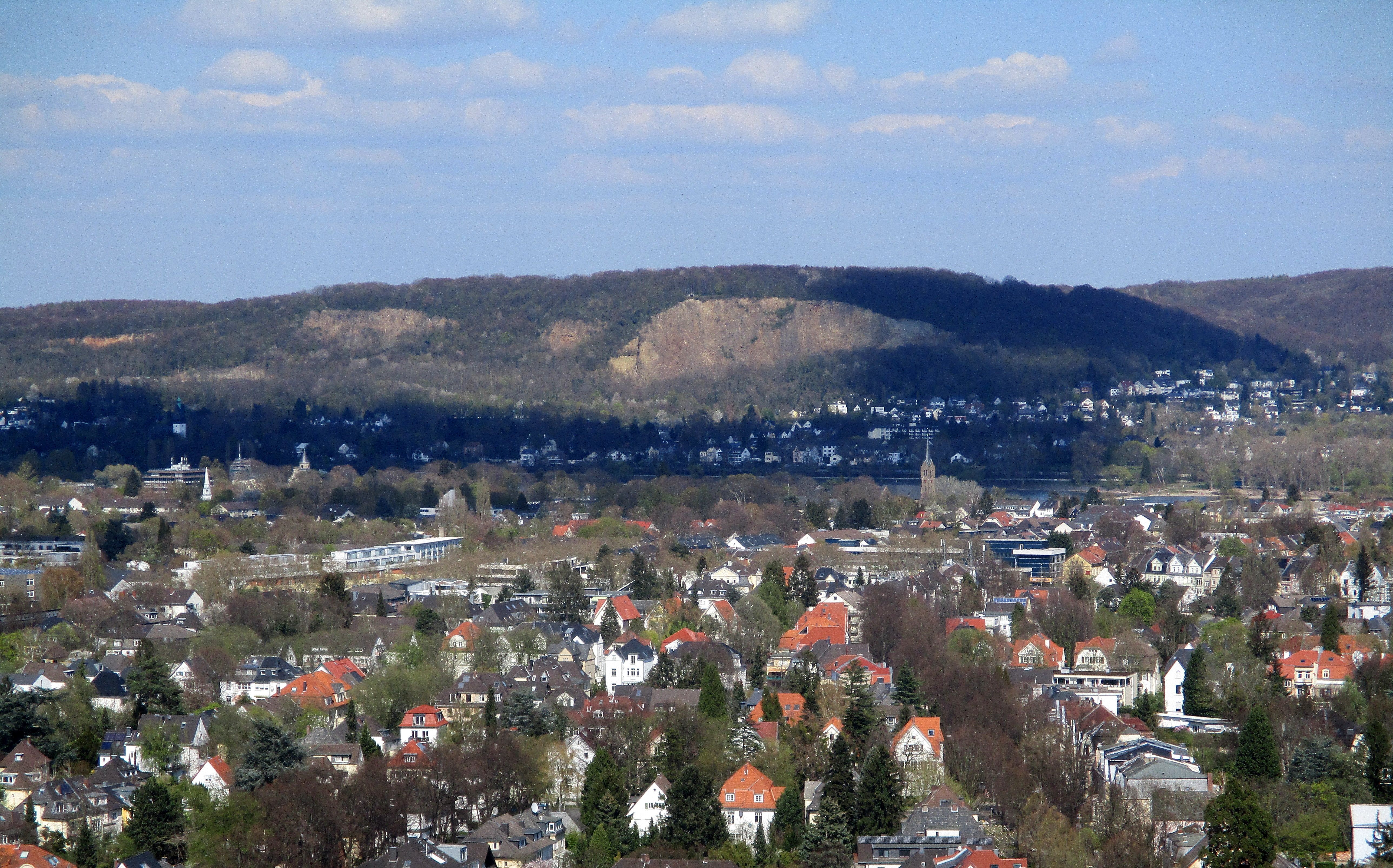
Blick von der Godesburg zum Südteil des Ennert mit den Gipfeln Rabenlay und Kuckstein

Der Ennert ist ein bis knapp 200 m ü. NHN hoher, vor allem zum Westhang hin bewaldeter Höhenzug, der fast ausschließlich im Bonner Stadtbezirk Beuel liegt.

## Geografische Lage
Der Ennert stellt die nordwestlichste rechtsrheinische Erhebung der naturräumlichen Haupteinheit 292 Unteres Mittelrheingebiet gegen die flachgründige Kölner Bucht dar und dacht das Siebengebirge (Naturraum 292.4) nach Norden ab. Er bildet die nordöstliche Begrenzung des Godesberger Rheintaltrichters.
Der Ennert gehört jedoch nicht zum Siebengebirge selber, sondern zum Pleiser Hügelland (292.5). Dessen ungeachtet liegen sämtliche Erhebungen des Ennert im Naturschutzgebiet Siebengebirge; nahezu alle von ihnen, die auf Bonner Gemarkung fallenden, liegen im Teilgebiet Ennert, nicht jedoch der zum Stadtgebiet von Königswinter gehörende Juffernberg.
Als Ennert werden der gesamte sich nördlich ans Siebengebirge anschließende Höhenzug sowie auch dessen nördlichster Gipfel Ennert bezeichnet. Für den südlicheren Teil des Höhenzugs war dieser Name früher nicht in Gebrauch, sodass noch 1957 zur Zusammenfassung der beiden Teile der Name Ennert-Rabenley-Platte vorgeschlagen wurde.
Der gesamte Höhenzug hat vom nördlichsten Hang bei Holzlar bis zur angrenzenden Dollendorfer Hardt im Süden eine Länge von knapp 4 km und seine höchste Erhebung mit dem Paffelsberg auf 195,3 m ü. NHN. Das Tal des Ankerbachs scheidet den südlichen, höheren Teil des Ennert von seinem nördlichen, niedrigeren Teil.

## Landschaft

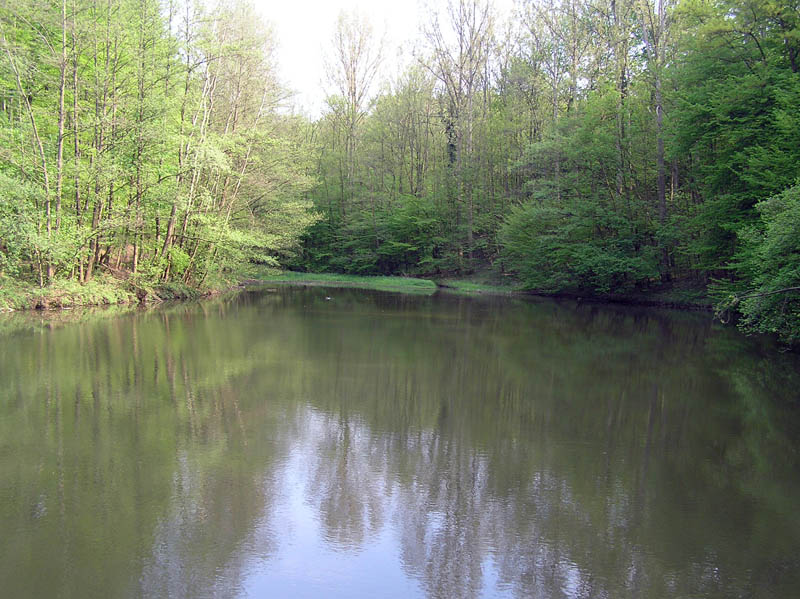
Holzlarer See

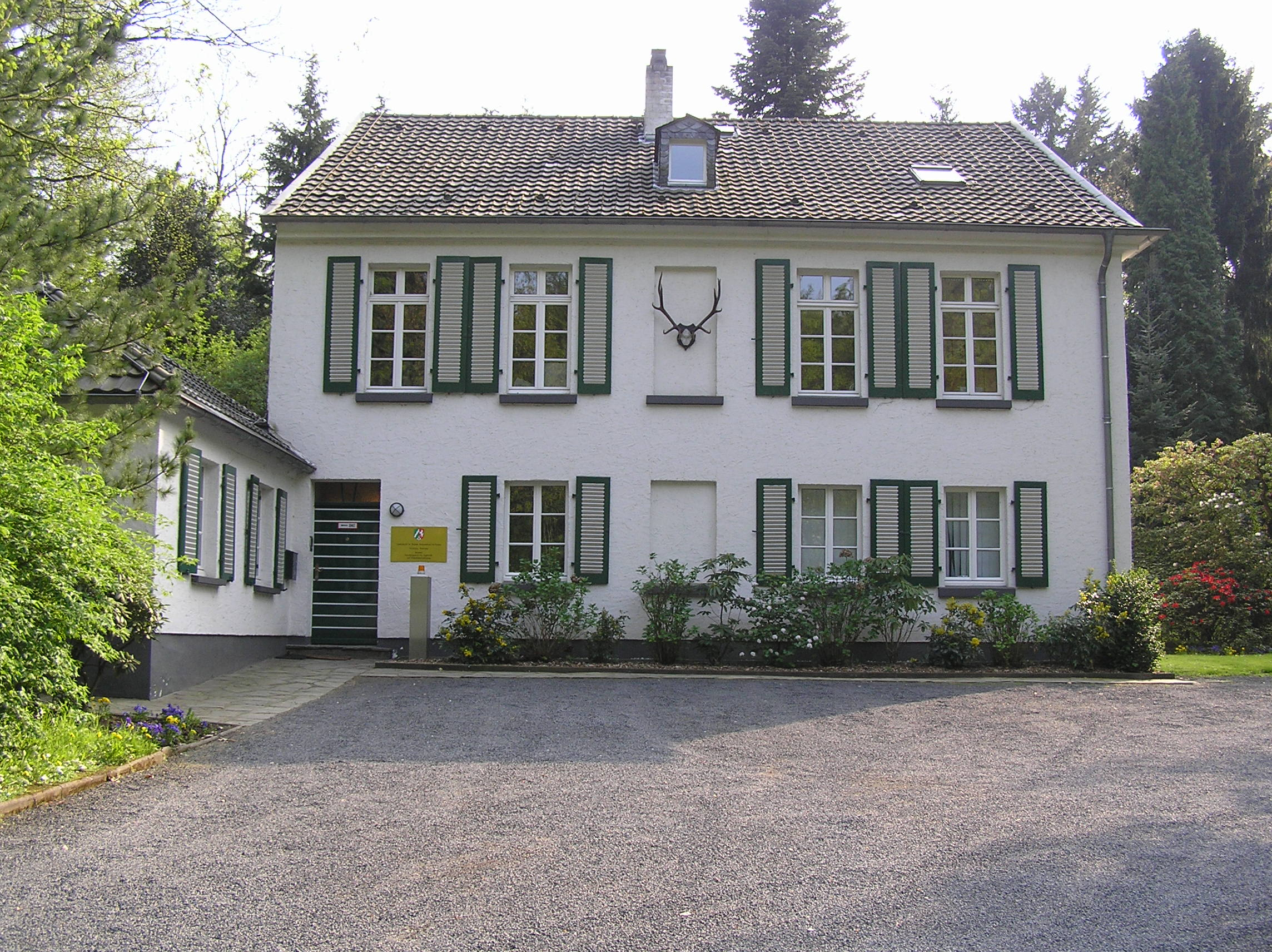
Forschungsstelle

Der Ennert gehört zum Staatsforst Siegburg und ist Teil des Naturschutzgebietes Siebengebirge. Dadurch wirkt er als einer der naturnahesten Wälder der Bundesrepublik und die Narben, die der in den Jahren von etwa 1809 bis 1876 dort und im angrenzenden Hügelland intensiv betriebene Braunkohle-Bergbau mit Alaungewinnung schlug, scheinen verheilt.
Vor dem Bergbau war das Gebiet zum großen Teil unbewaldet und landwirtschaftlich genutzt. Historische Berichte erzählen, dass man Anfang des 19. Jahrhunderts beim Wandern auf der auch Holtorfer Hardt genannten Ennert-Hardt nach Holzlar über Felder ging und man dort einen wunderbaren Weitblick auf den Kölner Dom, auf Bonn und die Siegburger Abtei hatte. Nachdem das Gelände durch den Stollenabbau, massive Erdbewegungen und Verunreinigungen durch die schwefelhaltigen Emissionen und bei der Alaunverhüttung zurückbleibende Asche für die Landwirtschaft unbrauchbar wurde, erfolgte die Aufforstung – eine der wohl frühesten Rekultivierungsmaßnahmen überhaupt.
Im ehemaligen Abbau- und Hüttengebiet austretendes Abwasser sammeln der Teufelsbach und der Alaunbach, der Bach mit der schlechtesten Wasserqualität in Bonn.

## Flora und Fauna
Im Ennert sind seltene Tiere wie Feuersalamander, Glattnattern, Blindschleichen, Gelbbauchunken, Uhu und Wanderfalke zu finden. Zu den Besonderheiten unter den Pflanzenarten gehören Zweiblättriger Blaustern und Berg-Steinkraut.

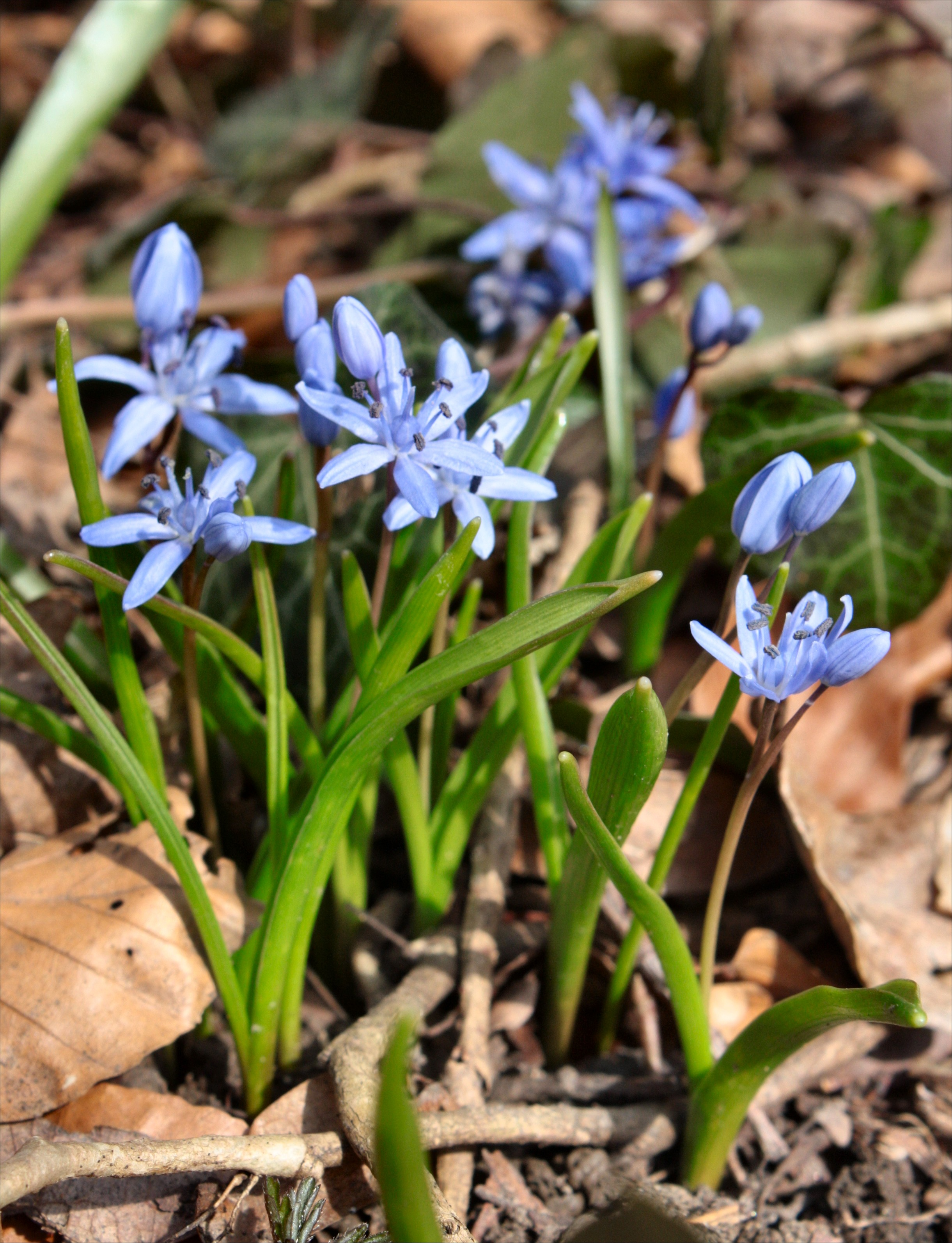
Blaustern (Scilla bifolia) auf der Rabenley, im Frühjahr 2013

## Kulturdenkmäler

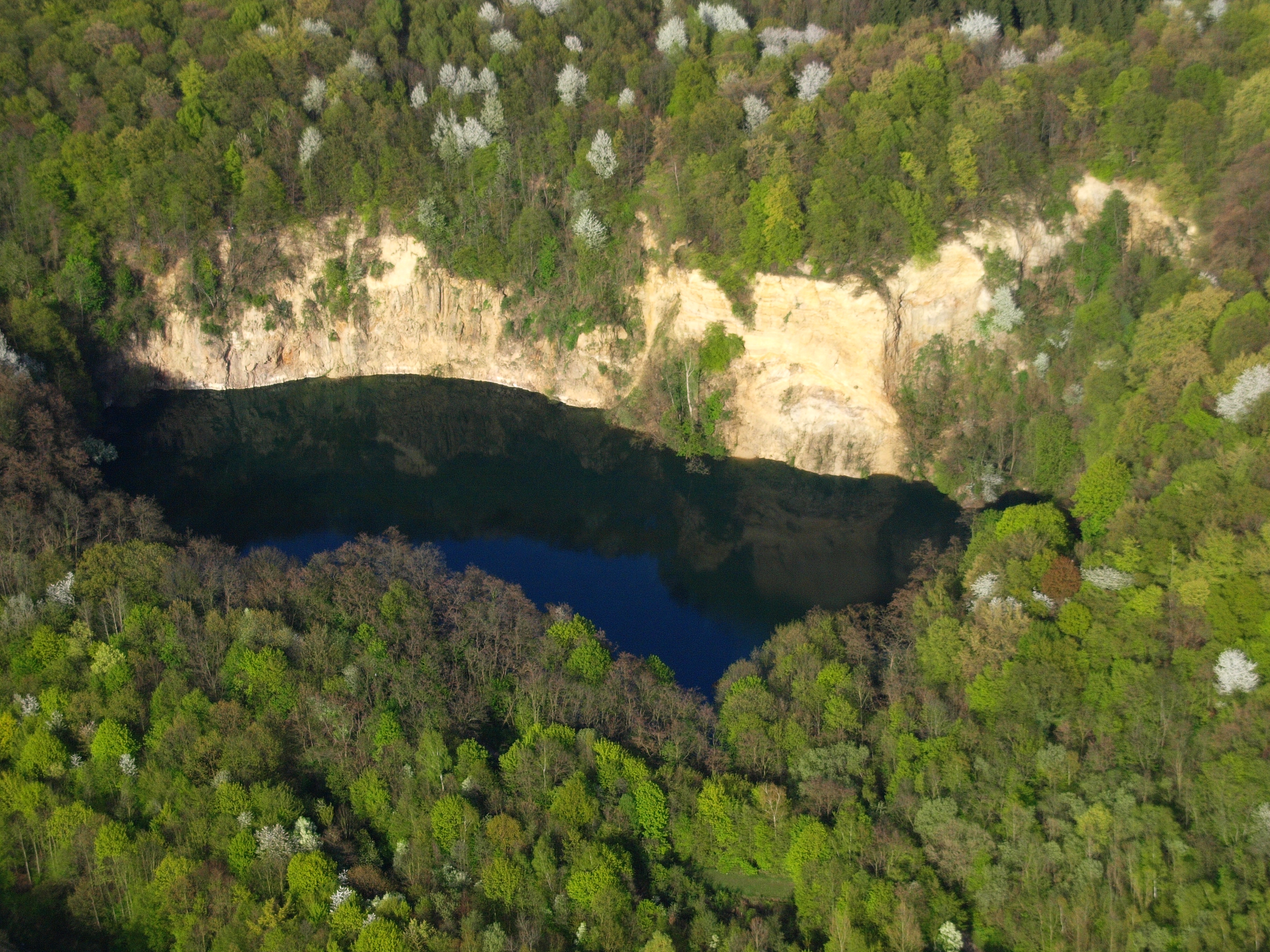
Ennert, Dornheckensee (Luftaufnahme)

Im Ennert befinden sich mehrere Hügelgräber, das Foveaux-Häuschen, vier Seen (der Dornheckensee, der sehr kleine, praktisch ausgetrocknete Märchensee, der Blaue See sowie der Holzlarer See), wobei die ersten drei in aufgelassenen Steinbrüchen entstanden sind, die Kommende Ramersdorf, die Forschungsstelle für Jagdkunde und Wildschadenverhütung und ein Mahnmal für drei von den Nationalsozialisten auf dem Ennert ohne Gerichtsverfahren hingerichtete polnische Zwangsarbeiter.
Ein Tunnel („Ennerttunnel“) als Teil einer Verbindung zwischen Bundesautobahn 562 und Bundesautobahn 3 („Ennertaufstieg“/Südtangente) ist seit längerem geplant, wenngleich in der Region heftig umstritten. Sie war im Bundesverkehrswegeplan 2003 nicht enthalten, wurde 2016 aber wieder in den Bundesverkehrswegeplan 2030 mit der Dringlichkeit „Weiterer Bedarf“ aufgenommen. Sie trägt die Projektbezeichnung B 56-G40 NW und soll 11,5 km lang bei Kosten von 683,4 Millionen Euro werden.

## Gipfel

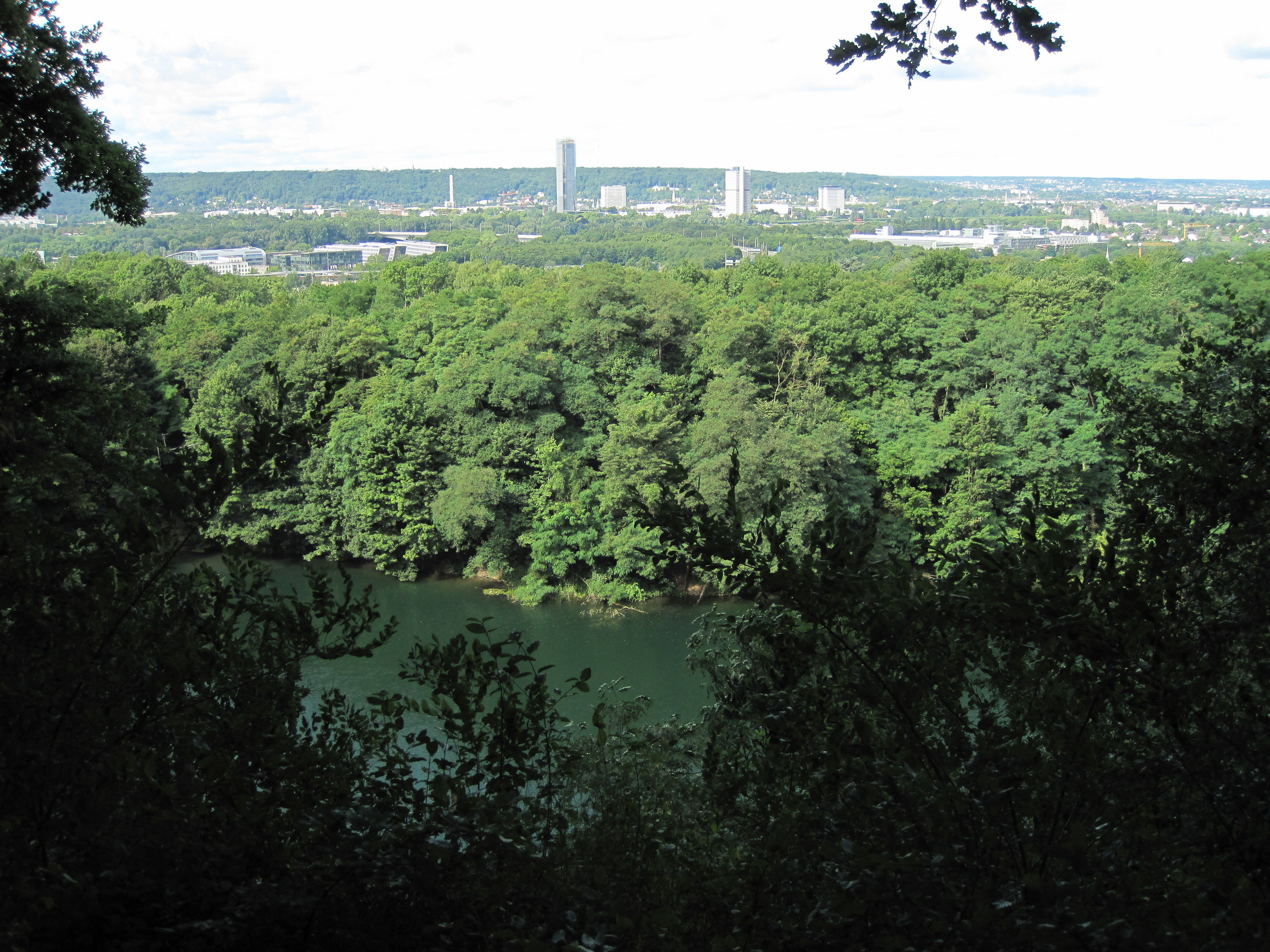
Blick vom Ennert – im Vordergrund der Dornheckensee

Vom Nordosten des Höhenzuges zunächst nach Westen, dann nach Südosten bis zur Nahtstelle zum nördlichsten Berg des Siebengebirges, der Dollendorfer Hardt, gehend, folgen folgende Gipfel und Anhöhen aufeinander:
- Holtorfer Hardt (150,8 m, Osten)
- Ennert (152 m)
- Röckesberg (165 m)
- Rabenlay (180 m)
- Kuckstein (190,4 m)
- Paffelsberg (195,3 m)
- Juffernberg (190,9 m)

## Sonstiges
Der Blaue See war in den frühen 1940er Jahren regelmäßiger Treffpunkt von Edelweißpiraten aus Köln, Düsseldorf, Wuppertal und Solingen.